# Ceraarachne
Ceraarachne là một chi nhện trong họ Thomisidae.